# Mister Pip
Mister Pip (2006) es una novela del autor proveniente de Nueva Zelanda, Lloyd Jones. La novela es llamada así en honor al personaje principal, creado por el argumento de la novela Grandes Esperanzas de Charles Dickens.
Lloyd Jones escribió 11 versiones de la novela, originalmente situada en una isla sin nombre del Pacífico. Finalmente la novela fue situada en la Isla Bougainville con en trasfondo de la guerra civil durante los comienzos de los 1990s.

## Resumen
Mister Pip es la historia de una chica atrapada en la agonía de la guerra en la isla Bougainville. Es a través de la guía de su devota y estricta madre cristiana, y su maestro que Matilda sobrevive. Pero más importante aún, es el hecho de que ella logra sobrevivir mediante su conexión con Pip,un personaje ficticio creado por la mente de Charles Dickens en su novela "Grandes Esperanzas". Pip ayuda a Matilda a mantener su deseo de vivir, especialmente después de que su madre, el sabio Mr. Watts, y su isla dejan de existir.

## Personajes de la novela
Matilda: Es el personaje principal de la novela. Siendo adolescente ella todavía asiste a clases en la escuela local de la isla, siendo enseñada por Mr. Watts después que los profesores huyeron de la isla una vez que empezó la guerra. Matilda ha vivido en la isla durante toda su vida, acompañada solo por su madre Dolores, ya que su padre se marchó de la isla para trabajar en el extranjero. Matilda va a visitar a su padre en Australia, cuando su madre y Mr. Watts mueren.
Mr. Watts (Pop Eye): Es el único hombre blanco que queda en la isla después de que la mayoría de los ciudadanos la abandonaron. Él tiene una historia misteriosa, que muchos de los isleños dicen saber. Uno de los muchos misterios que lo rodean es el matrimonio con su esposa Grace. Él enseñó a los niños de la isla a leer, cada día leyendo junto a ellos un capítulo de Grandes esperanzas de Charles Dickens.
Dolores: Es la madre de Matilda y una firme creyente cristiana de una denominación desconocida. Tiene muchos puntos de vista diferentes con Mr. Watts.
Grace (Sheba): Es la segunda esposa de Mr. Watts. Ella nació en la isla de Bougainville, pero se trasladó a Wellington, Nueva Zelanda para estudiar odontología, allí se enamoró de Mr. Watts. Grace regresó a la isla de Bougainville con Mr. Watts, donde vivieron en un antiguo edificio de la misión europea.
Daniel: Es el personaje que sin querer causó la muerte de Mr. Watts, y su propia muerte. Afirma que Mr. Watts es Charles Dickens, y cuando los soldados redskin vienen en busca de Pip, Mr. Watts también asume el papel de Pip. Esto lo lleva a su caída, ya que los soldados redskin lo matan porque creen que mintió.

## Reconocimientos
Mister Pip fue finalista del Premio Man Booker en 2007, la novela ganó el Premio de la Commonwealth Writers al mejor libro en el sudeste de Asia y el Pacífico del Sur, y también ganó la medalla de Montana para la ficción en 2007

## Adaptaciones al Cine
Andrew Adamson escribió una adaptación al cine de Mister Pip, la cual también dirigió. Hugh Laurie firmó para interpretar a Mr Watts. Él ha filmado en Bougainville, Papúa Nueva Guinea y también ha filmado en varias localidades cercanas a Nueva Zelanda. 
El 29 y 30 de julio se filmó en el Coliegio Glendowie, y en un centro de entrenamiento de vuelo en Albert Street, Newmarket, Auckland. Se comenzó la fase de posproducción durante noviembre y diciembre de 2011 en Park Road Post, para su estreno en el Festival Internacional de Cine de Toronto en septiembre de 2012.
El tráiler de la película fue lanzado en abril de 2013, y la película se estrena en los cines el 3 de octubre del mismo año.